# Wulfsen
Wulfsen – miejscowość i gmina położona w niemieckim kraju związkowym Dolna Saksonia, w powiecie Harburg, należy do gminy zbiorowej (niem. Samtgemeinde) Salzhausen.

## Położenie geograficzne
Wulfsen leży w północnej części Pustaci Lüneburskiej ok. 5 km na południe od Winsen (Luhe) i ok. 30 km na południe od Hamburga. Od północy i wschodu sąsiaduje z dzielnicami Winsen (Luhe): Bahlburgiem i Pattensen, od południa graniczy z gminą Garstedt i od zachodu z gminą Toppenstedt. Od zachodu i północy płynie rzeczka Aubach nazywana też Garlstorfer Aue.

## Historia
Wulfsen jest po raz pierwszy wzmiankowany w dokumencie nr 433 z 9 maja 1252 wydanym przez biskupstwo Verden. Dla wykazania wszystkich dóbr biskupich sporządzono wyczerpujący spis wszystkich miejscowości nowo wyświęconemu na biskupa Verden w 1251 Gerhardowi I hrabiemu von Hoya. Później uzyskał on przydomek "pobożny". W tym spisie pod pozycją VI występuje Wulfsen.
Oryginalny cytat ze spisu:
(VI.) Hae (sic) sunt ville, in quibus dominus episcopus habet minimatum dicimam; (A) De offitio Saltzenshusen:
Tres ville Gellersen, Ordessen, Batzentorpe, ... Badelennburg, Wulfersen, Tagthorpe, Gerstede, Toppenstede, ...